# Frank O’Bannon

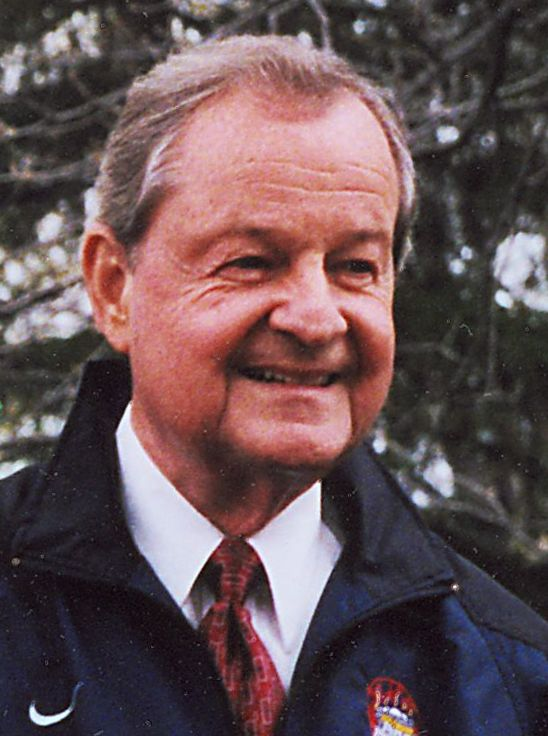
Frank O’Bannon

Frank Lewis O’Bannon (* 30. Januar 1930 in Louisville, Kentucky; † 13. September 2003 in Chicago, Illinois) war ein US-amerikanischer Politiker und zwischen 1997 und 2003 der 47. Gouverneur des Bundesstaates Indiana.

## Frühe Jahre und politischer Aufstieg
O’Bannon wurde in Kentucky geboren, wuchs aber in Corydon (Indiana) auf. Dort besuchte er die Grundschule. Bis 1952 studierte er an der Indiana University. Anschließend war er zwei Jahre lang in der US-Luftwaffe. Nach seiner Zeit in der Air Force kehrte er an die Universität zurück, wo er 1957 sein juristisches Examen ablegte. Nach seiner Zulassung als Anwalt begann er zu praktizieren. Nebenbei war er auch noch Verleger einiger Wochenzeitungen im Harrison County und im Crawford County. Bereits seit 1907 war seine Familie im Verlegergeschäft tätig gewesen und O’Bannon folgte mit dieser Tätigkeit einer Familientradition.
O’Bannon war Mitglied der Demokratischen Partei und wurde im Jahr 1970 in den Senat von Indiana gewählt. Zwischen 1979 und 1988 war er in diesem Gremium Fraktionsvorsitzender der Demokraten. 1988 wurde er zum Vizegouverneur seines Staates gewählt und 1992 von den Wählern in diesem Amt bestätigt. Damit war er acht Jahre lang der Vertreter des Gouverneurs Evan Bayh. Neben seiner Tätigkeit als Vizegouverneur war er gleichzeitig Handels- und Landwirtschaftsminister von Indiana. 1996 wurde er als Kandidat seiner Partei selbst zum Gouverneur gewählt.

## Gouverneur von Indiana

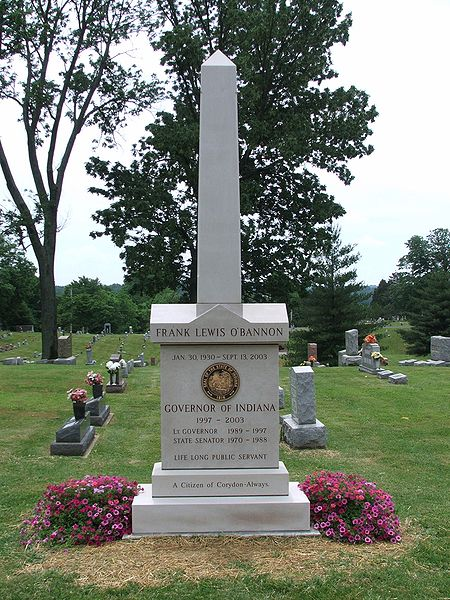
O’Bannons Grab in Corydon, Indiana

O’Bannon trat sein neues Amt am 13. Januar 1997 an. Im Jahr 2000 wurde er von den Wählern Indianas bestätigt. Als Gouverneur setzte er sich für eine weitere Verbesserung des Schulsystems ein und verbesserte die Krankenfürsorge für Kinder. Auf diesem Gebiet lag er mit an der Spitze aller Bundesstaaten. Er war der erste Gouverneur Indianas, der das Internet und E-Mail-Programme benutzte, lange bevor das zur Regel wurde. Zu Beginn seiner Amtszeit profitierte der Gouverneur von der positiven wirtschaftlichen Entwicklung der 1990er Jahre. Er konnte die Steuern senken und trotzdem beispielsweise 500 neue Polizeibeamte einstellen. Die Terroranschläge am 11. September 2001 führten in der Folge auch in Indiana zu wirtschaftlichen Problemen. Die Wirtschaft geriet in eine Krise und in Indiana fielen 120.000 Stellen weg. Das verringerte das Steueraufkommen beträchtlich. Mit den Problemen wuchs auch die Opposition gegen den Gouverneur.
Am 8. September 2003 erlitt O’Bannon während des Besuchs einer Handelsausstellung in Chicago einen Schlaganfall, an dessen Folgen er fünf Tage darauf verstarb. Sein Vizegouverneur Joe Kernan musste seine Amtszeit beenden. Frank O’Bannon war mit Judy Asmus verheiratet, mit der er drei Kinder hatte.